# Tuba Wagner
La tuba Wagner o tuba wagneriana es un instrumento musical de viento-metal poco común que combina cualidades de la trompa y la tuba cuya construcción fue solicitada en 1876 por Richard Wagner para su tetralogía operística El anillo del nibelungo. Desde entonces, otros compositores han escrito partituras para esta tuba, como Anton Bruckner en sus sinfonías números 7, 8 y 9. En ocasiones se usa el bombardino para interpretar el papel destinado a la tuba Wagner. Tiene boquilla de trompa, lo que hace que tenga un sonido menos incisivo que el de éstas, pero más fácil de emitir. Por ello, en Italia recibe el nombre de trompatuba.

## Historia y composición

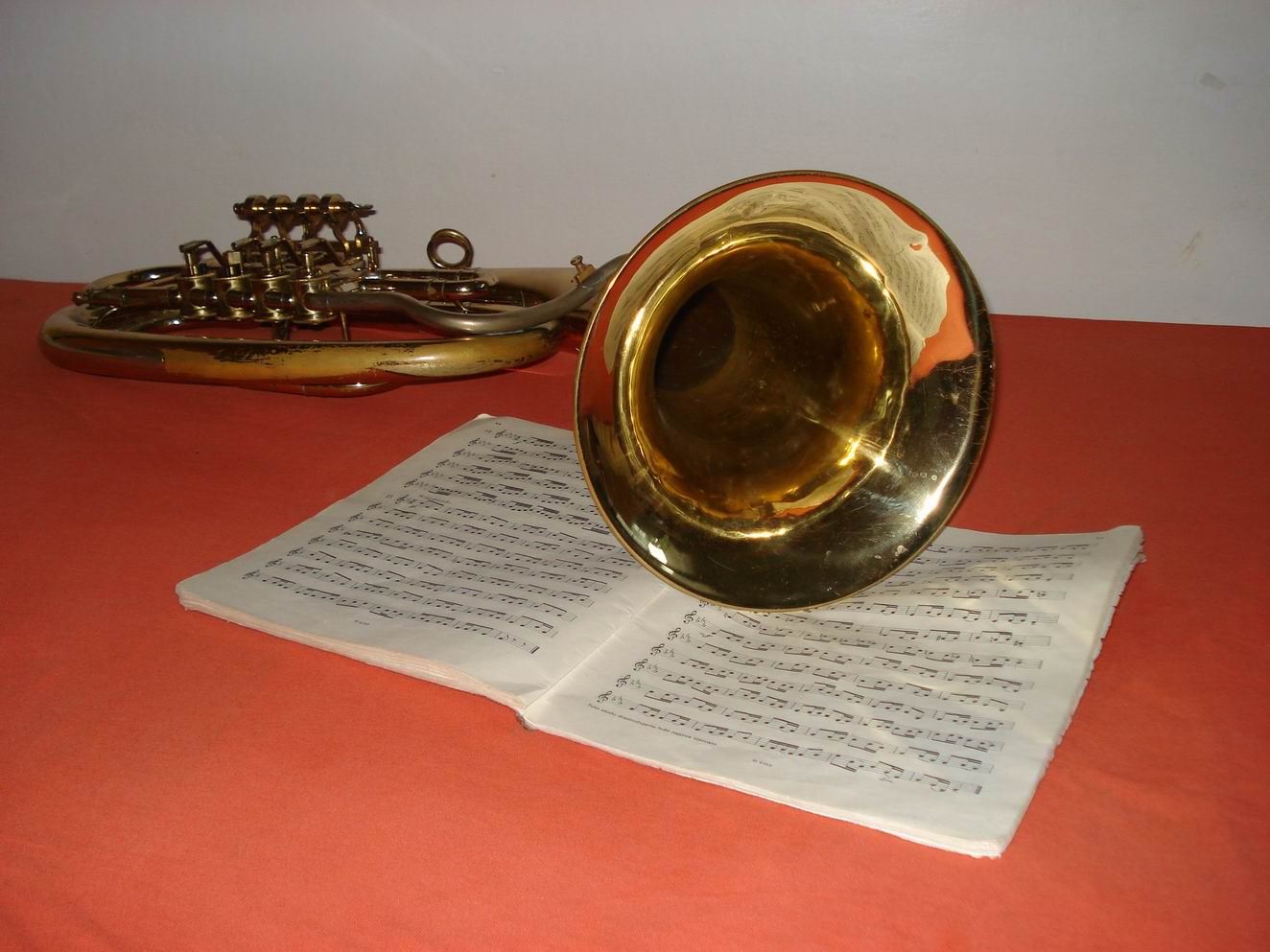
Tuba Wagner en si.

Richard Wagner se inspiró para inventar este instrumento después de una breve visita a la tienda de Adolphe Sax en París (Francia) en 1853. Wagner quería un instrumento que pudiera entonar el motivo del Valhalla de la tetralogía El anillo del nibelungo más lúgubremente que un trombón, pero con un tono menos incisivo, al igual que el de una trompa. Este efecto lo obtuvo por un taladro cónico (como el de la trompa) y el uso de la boquilla para trompa (estrecha frente a la boquilla de copa del trombón). El instrumento está construido con válvulas rotativas que, al igual que en la trompa, se tocan con la mano izquierda.
La tuba Wagner existe en dos tamaños, una tuba tenor afinada en Si♭ (bemol) y otra tuba bajo en Fa, con extensiones similares a las de las trompas de las mismas características, mientras que la calidad de las notas más agudas es menor. Sin embargo, varios fabricantes del siglo XX han combinado los dos instrumentos en una doble tuba Wagner en Si♭ y Fa. Las tubas Wagner se escriben normalmente como instrumentos transpositores, pero la notación utilizada varía considerablemente y es una fuente común de confusión (el mismo Wagner utilizó tres anotaciones diferentes e incompatibles durante la composición de El anillo del nibelungo y las tres de estos sistemas (más algunos otros) han sido utilizados por los compositores posteriores). Otra fuente de confusión es el hecho de que los instrumentos son invariablemente designados en las partituras para orquesta simplemente como "tubas", dejando a veces poco clara en cuanto a si es una tuba común o una tuba Wagner (por ejemplo, los dos tubas tenor de Sinfonietta de Leoš Janáček a veces se asume erróneamente que son tubas Wagner).
El sonido de la tuba Wagner es más melódico que el de la trompa y el sonido más distante, pero también más centrado. Bruckner la utiliza generalmente para pasajes melódicos pensativos piano o pianissimo. También pueden tener pasejes propios forte pero, en general, Bruckner les da tonos sostenidos en lugar de motivos melódicos en esos pasajes. En la Octava y Novena sinfonía de Bruckner, las cuatro tubas Wagner son interpretadas por cuatro músicos que alternan entre la trompa y la tuba Wagner, que es el mismo procedimiento utilizado por Wagner en El anillo del nibelungo. Este cambio se ha simplificado por el hecho de que tanto la trompa como la tuba Wagner utilizan la misma boquilla.
El nombre "tuba Wagner" es polémico y considerado incorrecto por muchos teóricos. Kent Kennan afirma que podría tener cualquier otro nombre ya que "es realmente una trompa modificada". Sin embargo, puesto que han sido llamados "tubas Wagner" por tanto tiempo, el cambio a un nombre más sensato es poco probable.

## En la orquesta
La ubicación de las tubas Wagner dentro de la orquesta depende del músico que la interpreta. Si son interpretadas por los trompistas, las tubas Wagner, lógicamente, deben ir por debajo de los de las trompas y por encima de las trompetas. Si son interpretadas por otros músicos, se encuentran por debajo de los trombones y por encima de la tuba ordinaria, que recibe el nombre de "tuba contrabajo".

## Obras y compositores destacados
- Richard Wagner: Descripción del Valhalla en El anillo del nibelungo, tercera escena de El oro del Rin, segundo acto de Sigfrido.
- Richard Strauss: Sinfonía alpina.
- Anton Bruckner: Sinfonías nº 7, 8 y 9.[2]
- Otros compositores como Béla Bartók, Stephen Caudel, Andrew Downes, Felix Draeseke, Alexander Kaloian, Elisabeth Lutyens, Michael Nyman, Ragnar Søderlind, Arnold Schönberg, Richard Strauss, Ígor Stravinski y Edgard Varèse.